# مقاطعة هيلزبورو (فلوريدا)
مقاطعة هيلزبورو، فلوريدا (بالإنجليزية: Hillsborough County, Florida)‏ هي إحدى مقاطعات ولاية فلوريدا في الولايات المتحدة. ، بلغ عدد سكانها 1229226 نسمة في عام 2010 حسب إحصاء مكتب تعداد الولايات المتحدة وتصل الكثافة السكانية فيها 451.6 نسمة/كم2.

## معرض صور

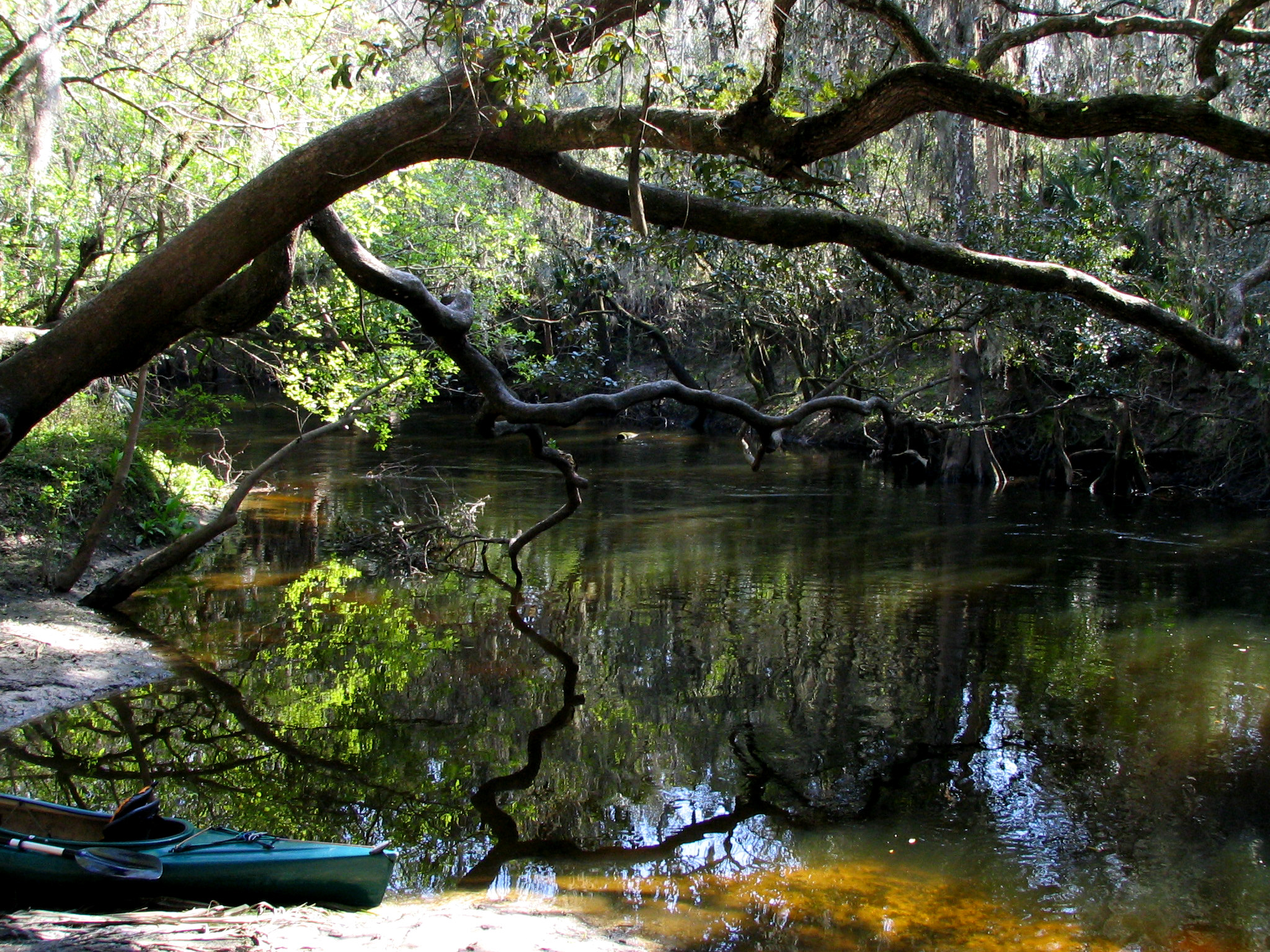
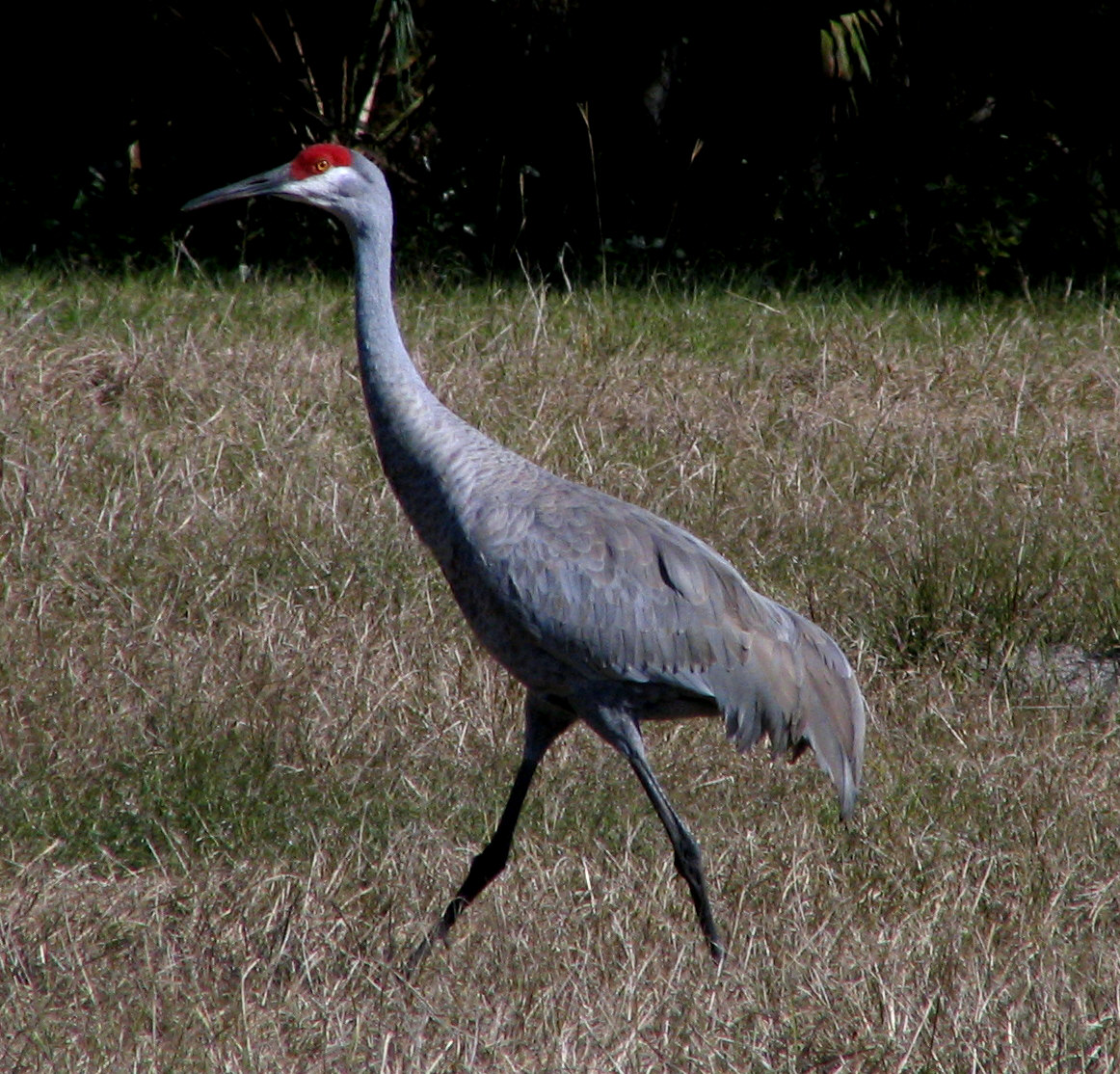
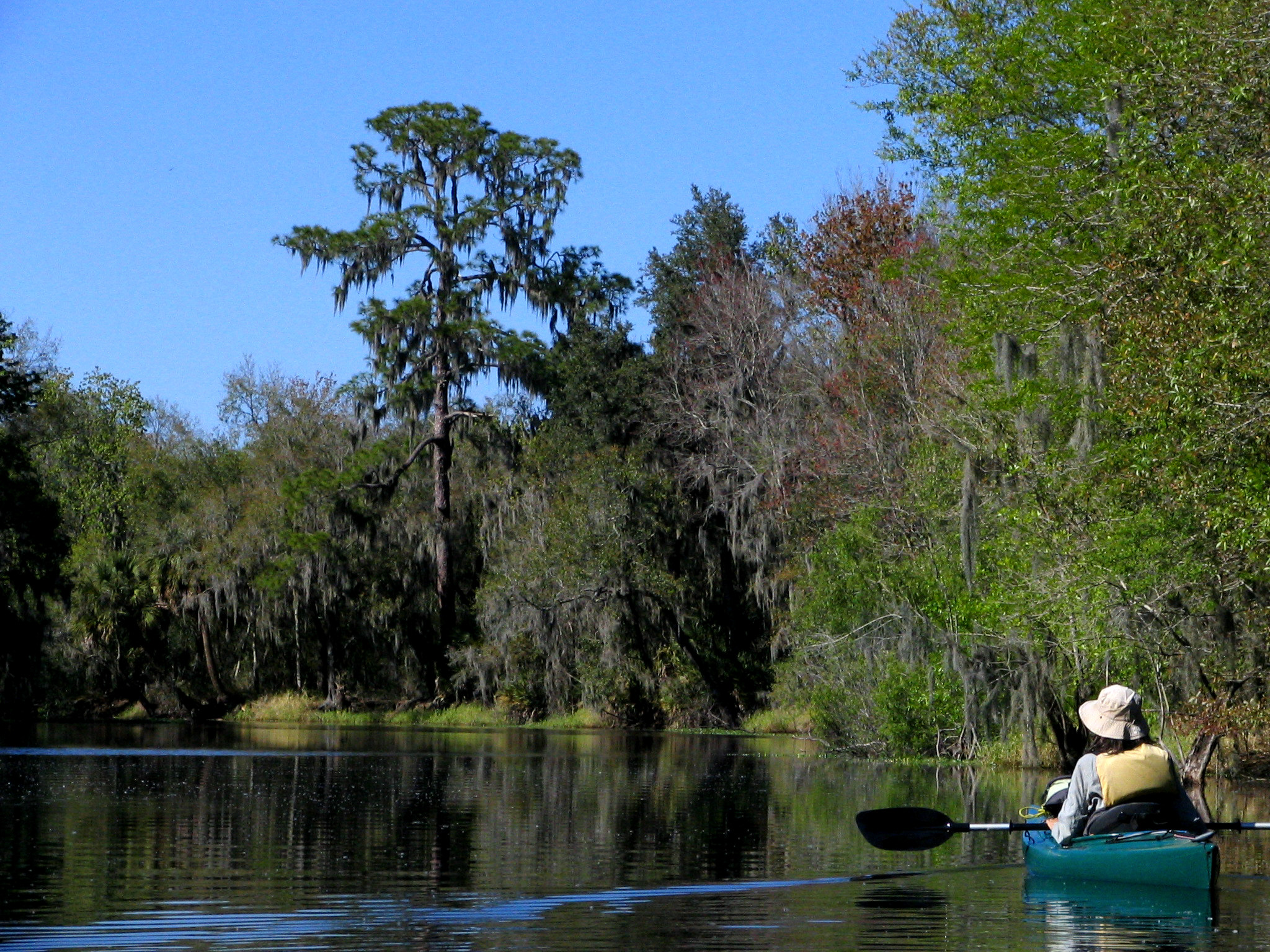
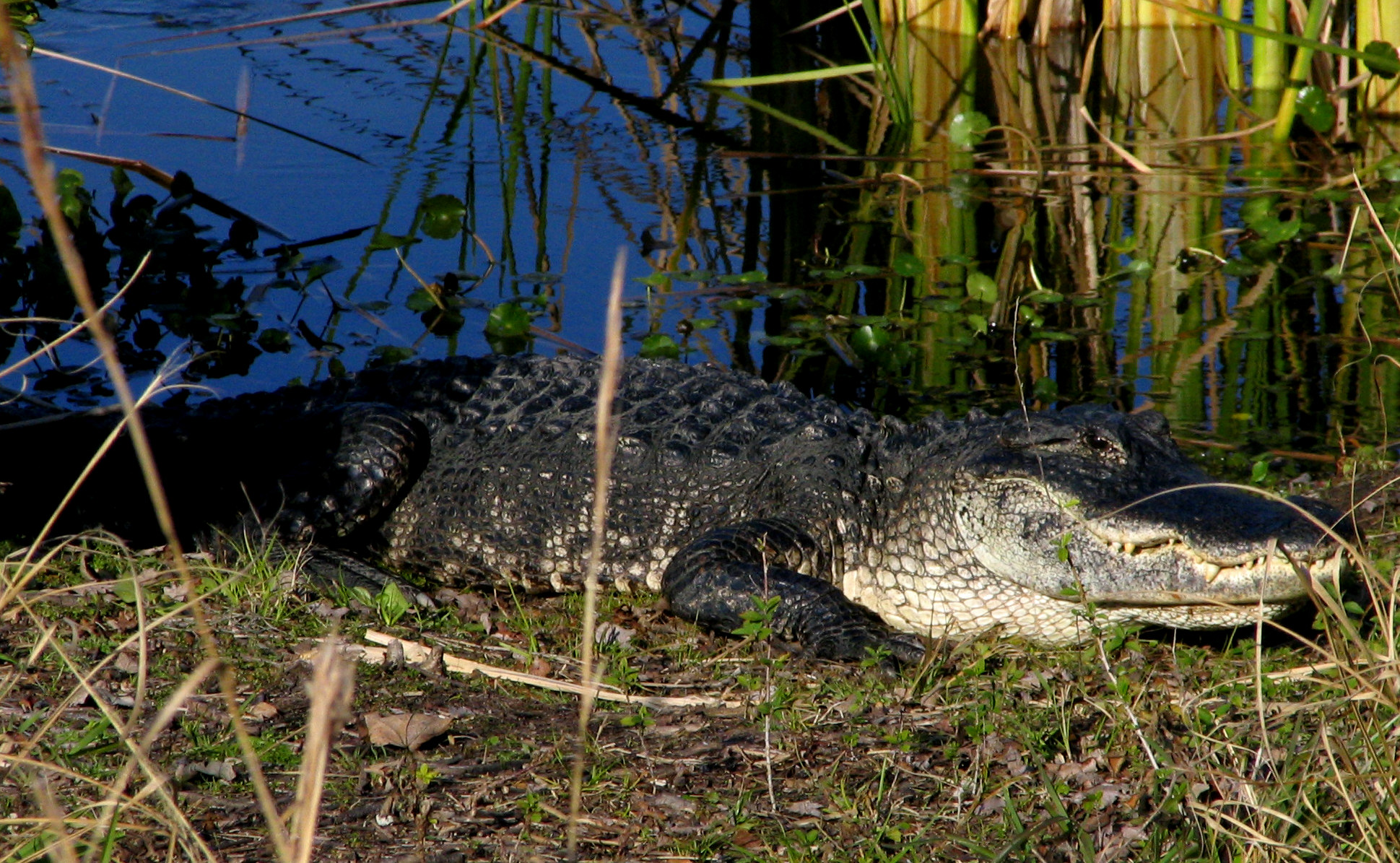
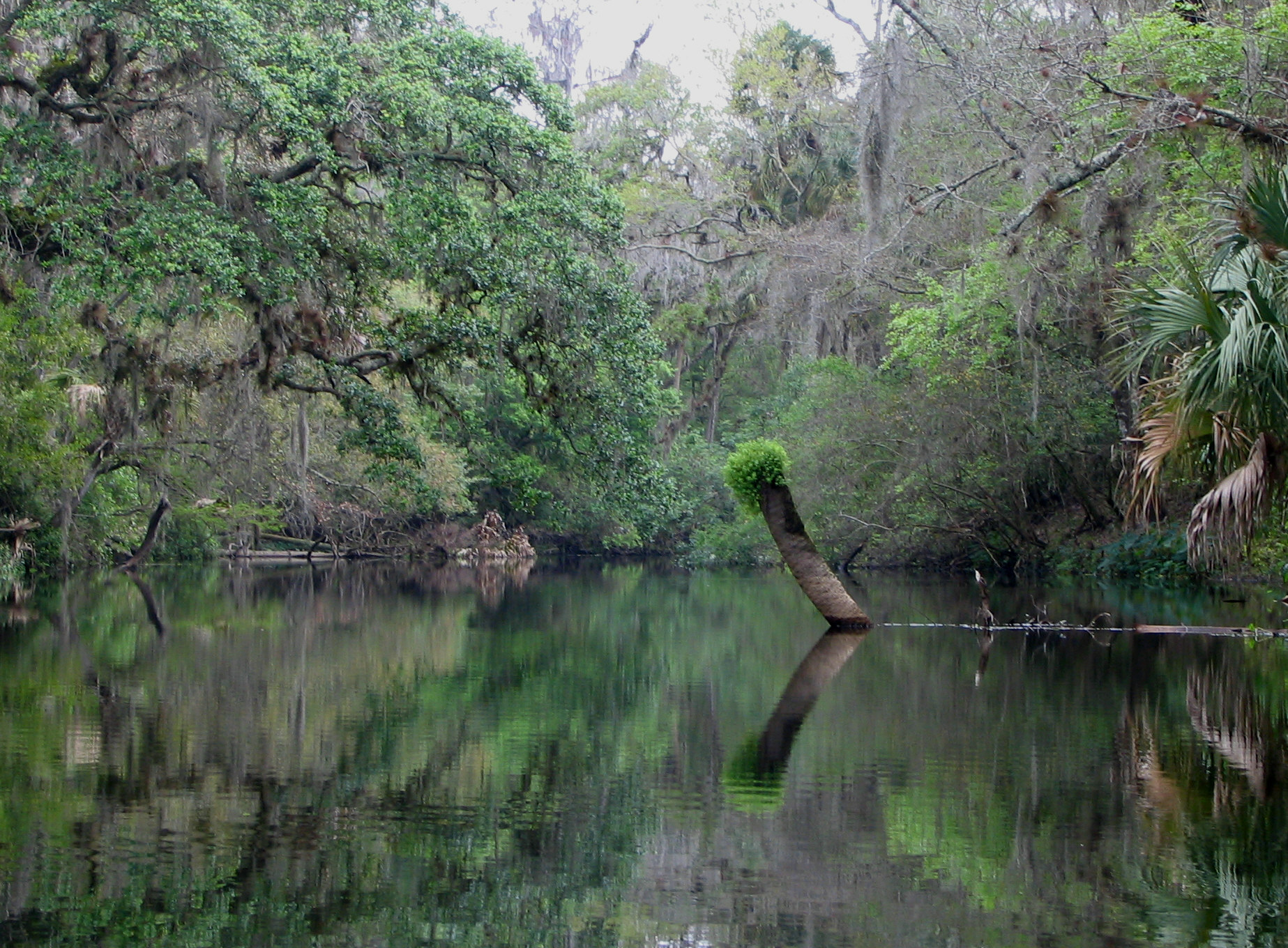

## وصلات خارجية
- http://www.hillsboroughcounty.org/